# Славяно-арии
«Славяно-а́рии» («славяне-арии», «славяно-арийцы», «славяне-арийцы»; как синонимы могут использоваться «русы», «русичи», «славяно-русы», «венеды») — псевдонаучный термин, раса, расовая группа или народ, отождествляемые с праиндоевропейцами, наиболее «чистыми» потомками которых заявлены славяне. Миф о «славяно-ариях» является славянской версией арийского мифа. Утверждается, что «славяно-арии» существовали на протяжении тысячелетий или десятков тысяч лет и являются предками значительной части или всех европеоидов, или «белой расы», отождествляются с последней; являются первым цивилизованным народом, носителями древней высокоразвитой культуры и просветителями всего древнего человечества; всегда играли центральную роль в расцвете любой из древних средиземноморских цивилизаций.
«Славяно-арийская» идентичность пользуется популярностью в славянском неоязычестве, где приобретает этнорелигиозный облик, а неоязычество понимается как возрождение «исконной арийской традиции». «Славяно-арийская» идея в значительной мере опирается на арийские теории XIX века и учение нацизма. Русско-арийский миф с его направленностью против «иудео-христианской цивилизации» стал новой мифологией нацистского типа.
Прародина «ариев» в среде русских неоязычников часто связывается с территорией России, с легендарной Гипербореей. В их представлениях древнейшие славяно-русские государства охватывали масштабные территории Евразии, а иногда выходили далеко за её пределы. Украинские неоязычники связывают прародину «ариев» с территорией Украины, в частности с трипольской культурой. В некоторых версиях русские изображаются первонародом, создавшим культуру, письменность и цивилизацию для всего человечества, носителями древнейшей религии. Отсутствие подтверждений этому в исторической науке объясняется конспирологическими теориями: утверждается, что с периода античности Запад стремился скрыть значимость славянской цивилизации и «прятал» славян под различными названиями: шумеры, хетты, этруски, египтяне и др. Возрождению арийского мифа во многом способствует фальсификация «Велесова книга».
Исконной верой «славяно-ариев» называется «ведическая религия». В рамках «арийской» идеи, в частности в неоязычестве, распространена мифологизация санскрита, который считается особенно близким к славянским языкам, предком или потомком последних. Древним славянским («арийским») символом славянские неоязычники и националисты считают свастику, а чаще её модификации («коловрат»).

## Понятие и содержание
«Патриотический» смысл этих построений представляет собой перенос «арийских» корней с немецкой почвы на русскую, к «замещению мифа XX века мифом ХХI века». Это определение, а также открытие в 1986 году самого явления русско-арийского паранацизма принадлежит Майе Каганской. Она же обратила внимание исследователей на группу советских авторов-фантастов, которые использовали этот жанр для пропаганды «самых экстремальных фабул мистического расизма и антисемитизма».
Согласно этой идее, русский народ стал предметом экзистенциальной ненависти («русофобии») евреев, потому что древние предки русских, «первые индоарии», много тысячелетий назад создали основы богатой языческой культуры, изначально противостоявшей ущербной иудейско-христианской цивилизации. Создатели русско-арийского мессианского мифа вдохновлялись перспективой возрождения этой культуры в России, миссия которой, по их мнению, заключалась в оздоровлении всего человечества, страдающего под игом правящего на Западе иудео-христианства. Христианство, именующееся «дочерним предприятием иудаизма», «предбанником иудейского рабства», представляется чуждой и навязанной русскому духу религией. Утверждается, что оно осознанно погубило самобытную русскую культуру, насчитывающую несколько тысячелетий и равную самым великим цивилизациям человечества.
В этом дискурсе этносы понимаются как группы, различающиеся по крови. Кровь и почва сливаются в единое целое. Неоязычники склонны к расиализации окружающей действительности. Многими современными русскими и украинскими неоязычниками «раса» рассматривается как фундаментальное понятие, тесно связанное с культурой и историей. Стержнем последней часто объявляется «расовая борьба». «Арийцы» часто отождествляются с «белой расой» или считаются её лучшей частью или авангардом. Им атрибутируется миссия спасения современного человечества от природной катастрофы или «белой расы» от «наплыва мигрантов».
В таком дискурсе необходим образ врага, сознательно приводящего в действие различные механизмы, которые вызывают негативные процессы в современном мире. Уже более ста лет вечными врагами и антиподами «арийцев» считаются «семиты», которые, по убеждению сторонников арийского мифа, пытаются установить над ними господство, либо вовсе их уничтожить. В этом контексте осуществляется демонизация и дегуманизация евреев. Часто они изображаются не «иной расой», а «биороботами», которые были созданы древними жрецами с определённой политической целью и наделены генетически ущербными чертами характера. Так, древнее население Палестины считается «славянами-ариями» или их близкими родственниками, а библейское завоевание этого региона древними евреями интерпретируется как начало длительной экспансии, имеющей своей целью покорение славян и установление мирового господства.
Иудаизм рассматривается как слабое подражание древнему «арийскому» мировоззрению, и многие сторонники этой идеи обвиняют иудеев в «краже» священных знаний у «арийских» предков. Часто утверждается, что Бог иудаизма мстителен и жесток. Ему противопоставляется доброе божество исконной «арийской религии» («мировоззрения»). Это мировоззрение, по мнению неоязычников, включало «арийские» моральные идеалы расовой и половой чистоты. С последними связывается «родовой строй», как утверждается, существовавший у древних «арийцев» («арийский» социализм) и одновременно воспринимаемый как идеальный строй для современных «славян-ариев». «Родовой строй» рассматривается как строгий социальный порядок, основанный на общинности, иерархии и корпоративном устройстве общественной жизни, что близко к идеям национал-социализма. Весь христианский период представляется эпохой порабощения «арийцев» пришлыми миссионерами, навязавшими ему «рабскую» (христианскую) идеологию. Эти миссионеры неоязычниками часто рассматриваются как иудеи, «жидомасоны» или их пособники. Популярна идея, что евреем был крестивший Русь князь Владимир.
Ряд авторов отождествляет «ариев» («арийцев») не просто с «белыми» людьми, а называет их прямыми предками русских или отождествляет с русскими. Так, по мнению Анатолия Абрашкина («Древние росы. Пути миграции», 1999), «арии — древнейшее имя русских». Абрашкин и некоторые другие авторы помещают «русскую прародину» на Русской равнине.
Славянам или русским приписывается историческое и культурное или расовое превосходство над другими народами. Эта идеология включает русское мессианство, русский народ считается единственной силой, способной противостоять мировому злу и повести за собой остальной мир. «Арийская» идея ставит перед Россией задачу построения аналога «Четвертого рейха», новой «арийской» империи мирового масштаба. Русский арийский миф отвергает любые территориальные споры, поскольку русский народ изображается абсолютно автохтонным на всей территории Евразии. Реже встречается модель этнонационального государства, связываемого с сепаратизмом отдельных русских регионов. Предполагается раздробление России на несколько русских национальных государств, лишённых этнических меньшинств. В обоих случаях считается, что сплочение общества в новом государстве должно строиться на единой «языческой» «родной вере».
Арийский миф в славянском неоязычестве является частью одного из глобальных феноменов современности, который заключается в создании «традиций». Возврат к рефлексиям на «арийскую» тему принимает множество форм. В религиозном плане наблюдается развитие большого числа движений, ориентированных на «воссоздание» древнего славянского язычества, например в облике «Русского национального социализма» Алексея Добровольского (Доброслава); в историографическом плане — стремление демонстрации «славного арийского прошлого русов»; в политическом плане — медленный перенос «арийских» аллюзий из среды экстремистских националистических партий ультраправого толка в политический инструментарий более умеренных групп, например, Партии духовного ведического социализма Владимира Данилова. По мнению социолога и политолога Марлен Ларюэль, широкая общественность часто не способна увидеть идеологический фон арийского мифа и его исторические связи с нацизмом. В целом укрепление «арийских» идей у русских остаётся мало изученным и мало осознаваемым.

## Развитие идей

### Досоветский период
В начале второй половины XIX века «арийская» идея затронула Россию под влиянием польского эмигранта Францишека Духинского, который бежал на Запад после Польского восстания 1830 года и нашёл убежище во Франции. Он пытался восстановить местное общественное мнение против России. В Европе того времени «арийские предки» высоко ценились, и Духинский создал концепцию, согласно которой русские, в отличие от европейских народов, не являются «арийцами», как не являются и славянами. В 1861—1862 годах в своих лекциях в парижском Научном обществе он относил русских к туранцам и утверждал, что «арийцам» и туранцам суждено находиться в непрерывной вражде. В ответ последовала серия публикаций русских учёных, доказывающих причастность русских к «арийству». Это стало продолжением выступлений ряда русских интеллектуалов против немецких и французских русофобов, исключавших русских из круга европейских народов. Во второй половине 1860-х годов русских как славян к «арийцам» отнёс Н. Я. Данилевский. Первоначально арийский миф в России выглядел как миф об идентичности, призванный доказать принадлежность русских к европейской культуре. В 1879 году в своей известной Пушкинской речи Фёдор Достоевский объявил о готовности русских к «воссоединению со всеми племенами великого Арийского рода». В представлениях Достоевского это были русская «всемирность» и «братство». Однако до начала XX века «арийский» дискурс в России не включал биологических аргументов, и «арийцы» противопоставлялись «туранцам», а не «семитам». Раса ещё не наделялась узким биологическим содержанием, под ней понималась языковая общность, и речь часто шла о культурном превосходстве «арийцев».
Некоторые авторы использовали «арийскую» идею для обоснования завоевания Центральной Азии Россией, что изображалось с одной стороны, «цивилизаторской миссией», а с другой — по их мнению, возвращением «арийцев» (русских) на свои древние земли, где в древности уже жили скифы и другие ираноязычные народы и где, по мнению ряда авторов, находилась прародина «арийцев». Врач и археолог-любитель В. М. Флоринский писал о превосходстве славянской культуры, отождествлял саков и массагетов с праславянам и помещал прародину «ариев» в Центральной Азии. Экспансию России в этот регион он объяснял инстинктивным стремлением славян вернуться на древнюю родину. Создателями современной цивилизации Флоринский считал «семито-арийцев», наиболее одарённой народностью. По Флоринскому «арийцы» возникли в западной части Памира или Тянь-Шаня, а затем переселились в Семиречье. Завоевание Центральной Азии в качестве возвращения «арийцев» на давно утраченную родину со ссылкой на «скифское происхождение» русских, рассматривали, в частности, члены Туркестанского кружка любителей археологии, действовавшего в 1895—1918 годах в Ташкенте под председательством генерал-губернатора барона А. Б. Вревского. Некоторые члены кружка делали попытки доказать, что ветхозаветные события происходили не в Палестине, а в Туркестане. В сентябре 1899 году в процессе обсуждении места проведения XII Всероссийского археологического съезда член кружка Н. П. Петерсон предложил один из городов Центральной Азии, поскольку «исследование Памира и других мест предполагаемой общей прародины народов арийского корня примиряет славянофильство с западничеством в высшем единстве, в ариофильстве». Один из основателей украинской археологии Викентий Хвойка стал один из основоположников теории формирования «земледельческого народа арийцев… предков славян» — открытой им трипольской культуры — на территории Среднего Поднепровья.
Духовный кризис в России начала XX века обусловил увлечение язычеством, вначале античным, а затем и славянским, «родными богами», в особенности это касалось символистов. Поэт Валерий Брюсов с доверием относившийся к сообщению Платона об Атлантиде, о чём он сообщал на своих лекциях, прочитанных в начале 1917 года, и вслед за Р. фон Лихтенбергом считал прародиной «арийцев» Пиренейский полуостров, где они, по мнению поэта, обитали в ледниковую эпоху. В начале XX века славянская школа российской историографии переживала кризис, полностью перестав соответствовать требованиям развивающейся науки. Накануне Первой мировой войны в условиях роста русского национализма наследие этой школы использовалось для создания шовинистических версий русской истории России. В этот же период Запада проникла расовая версия «арийской идеи», в рамках которой мировая история рассматривалась как вечная борьба «арийцев» с «семитами». К «арийцам» в данном относились прежде всего славяне, в ряде случаев изображавшиеся как лучшие из «арийцев», например, в идеях черносотенца Алексея Шмакова (гражданский обвинитель на процессе против Бейлиса), пропагандировавшего книгу Хьюстона Чемберлена. «Арийская» тема в её антисемитском варианте была воспринята некоторыми русскими писателями-модернистами, увлекавшимися оккультизмом, включая Александра Блока и Андрея Белого, согласно которым «истинной арийской культуре» грозила «туранская» или «жёлтая опасность», включавшая и еврейский компонент. Белый считал, что за коммерциализацией культуры стоит деятельность «семитов» и писал о «духовном порабощении арийцев». Он осуждал «семитский материализм» и призывал к «арийскому возрождению».
В период Первой мировой войны участники российского «скифского движения», включавшего известных писателей и поэтов, рассматривали «скифов» как творцов нового мира, способных примирить Восток и Запад. Россию они представляли особым «христианско-арийским», или «греко-славянским миром». Поражение России в войне и революционные события порождали стремление поднять престиж России в глазах общественности. В этом контексте, в связи с антинемецкими настроениями, Блок писал: «Последние арийцы — мы». Блок разделял идею связи славян со скифами, то есть «арийцами», что, по его мнению, обещало им великое будущее. Он пытался выявить «арийские основы» христианства и отделить их от «иудейско-рационалистического элемента». Блок резко выступил против А. Волынского, акцентировавшего внимание на иудейской основе христианства и пытавшегося дистанцировать его от «арийства».

### Советский период
В 1960-е годы и особенно в период «застоя» стали развиваться самодеятельные русско-имперские мессианские идеологии, включающие как про-, так и антисоветские идеи. В первых идеологиях евреи обвинялись в «извращении» революции, во вторых — в её свершении. Русские мессианские идеологии уже с конца 1960-х годов дополнялись новой конструкцией, ранее не имевшей прецедента в истории русской мысли — расово-цивилизаторской версией русского мессианства. Эти идеи откровения на возникшей в русской эмиграции «Велесовой книге».
В конце 1960-х годов разработка «славянско-арийской» идеи началась в окружении художника Ильи Глазунова, писателей Василия Захарченко и Ивана Ефремова. Идейным вдохновителем этой деятельности стал Ефремов. Его идеи активно развивал Глазунов. В 1970-е годы существенной частью деятельности антисионистов и участников националистической «русской партии» Валерия Емельянова, Дмитрия Жукова, Валерия Скурлатова и А. Иванова (Скуратова) стала пропаганда неоязыческого и расистского мировоззрения. К неоязычеству эти авторы пришли через следующее теоретическое построение: поскольку всё, что исходит от евреев по определению является негативным, следовательно и христианство также было создано евреями для порабощения других народов. В качестве противовеса христианству авторы предлагали возврат к «исконной» религии древних славян или праславян, рассматриваемых ими как часть «древних ариев».
Историк Лев Корнеев, участник советского «антисионистского кружка», ссылавшийся в своих радикальных публикациях на «Велесову книгу», внёс в список «сионистских преступлений» «очернение» русского культурного наследия, включая «Велесову книгу». Партийно-государственные антисионисты были заинтересованы в паранацистской ариософии, что выразилось, в частности, в курируемой ими издательской политике. Так, роман-эссе Владимира Чивилихина «Память», который был посвящён «доказательствам» «арийских» корней русских как «ведущего народа» «индоевропейской расы», с 1978 по 1985 год был издан общим тиражом в 6 млн 130 тысяч экземпляров.
В советское время Виктор Безверхий, один из первых идеологов русского ведизма (направления славянского неоязычества) почитал Гитлера и Гиммлера и в узком кругу своих учеников пропагандировал расовые и антисемитские теории, призывая к избавлению человечества от «неполноценного потомства», возникающего вследствие межрасовых браков. Таких «неполноценных» он называл «ублюдками», относил к ним «жидов, индийцев или цыган и мулатов» и считал, что они мешают достижению социальной справедливости. В возрасте 51 года он принёс клятву «посвятить всю свою жизнь борьбе с иудейством — смертельным врагом человечества». Текст этой клятвы, который он написал кровью, был обнаружен у него при обыске в 1988 году. Безверхий разработал теорию «ведизма», согласно которой, в частности: «В случае победы фашизма все народы будут просеяны через сито определения расовой принадлежности, арийцы будут объединены, азиатские, африканские и индейские элементы поставлены на свое место, а мулаты — ликвидированы за ненадобностью».
Современная русская версия арийского мифа, как и его немецкая и в целом европейская версия, представлена двумя направлениями. В рамках одного колыбелью «арийской» цивилизации считаются степи южной России (Елена Галкина и др.), в рамках другого — территории ближе к полярному кругу (Валерий Дёмин и др.). Южная «теория» близка к идеям славянофилов XIX века: первые «арии», они же будущие русские, создавали мощные цивилизации в степной зоне, от Чёрного моря до Каспия или даже до центральной Сибири. «Арии» часто увязываются со скифами. Северная «теория» непосредственно производна от немецкой модели и почти отсутствовала у славянофилов. По этой версии, колыбелью «ариев» была древняя северная страна Гиперборея, исчезнувшая в результате катастрофы. Населявшая её раса спаслась и мигрировала на территорию будущей России. Гиперборея локализуется на севере России. Сторонники северной «теории» отличаются радикальным расизмом, поскольку арктический миф тесно связан с идеей превосходства первичной «белой расы», наиболее чистыми представителями которой объявляются русские.
В 1987 году под Челябинском было обнаружено укрепленное поселение, датируемое XVII—XVI веками до н. э. и получившее название Аркаим. Похожие фортификации давно известны в Центральной Азии, но впервые столь обширная постройка была найдена на территории собственно России. Эта территория должна была быть затоплена при строительстве водохранилища, и научная общественность надеялась спасти исторический памятник, настаивая на его абсолютной уникальности. Поддержку оказали сторонники «арийской» идеи, представившие Аркаим столицей древней «арийской» (славянской) цивилизации. Эта поддержка была одобрена частью научного сообщества, и мифологизация Аркаима приобрела большие масштабы, не встречая противодействия. В этом процессе участвовали также некоторые местные учёные и представители местных властей. Многие славянские неоязычники считают его столицей «русско-арийской цивилизации» и «символом русской славы», откуда произошёл исход «протославянской группы арийского народа». Южный Урал рассматривается как вторая (после Гипербореи) прародина ариев, которые пришли сюда из Арктики и основали цивилизацию, давшую основу многим индо-европейским народам, прежде всего славянам. Сторонники этой идеи объявляют Южный Урал центром мира, некоторые отождествляют с легендарным Беловодьем.
Советский фантаст Иван Ефремов увлекался эзотерикой, индийской и древнегреческой культурой. Он противопоставлял эллинско-индийский мир ближне- и дальневосточному (семитскому и китайскому), разделяя антииудейскую и антихристианскую тенденцию, что наиболее ярко выражено в романе «Лезвие бритвы» (1963). Ефремов соединял индуистские идеалы с ницшеанством и помещал в далёкое коммунистическое будущее. Он верил в «древнее знание», по его мнению, сохранявшееся в народе в виде фольклорных образов. Ефремов разделял мысль, что «славяне были самой мощной и плодоносящей ветвью арийской расы», и под конец жизни интересовался «арийскими» идеями неоязыческих писателей Валерия Скурлатова и Ильи Глазунова.
В советский период идея «арийских» корней возродилась в среде некоторых интеллектуалов, как близких коммунистической партии (Б. А. Рыбаков, А. Г. Кузьмин), так и диссидентов (Владимир Чивилихин и общество «Память»), но арийский миф ещё не распространялся в широких массах. Академик Б. А. Рыбаков, сторонник опровергаемой другими учёными идеи большой древности славян, ближе к концу жизни начал открыто пользоваться термином «арийцы». Он писал о далёких странствиях «арийцев» вместе с их стадами и называл славян их прямыми потомками. Родиной «арийцев» он назвал Поднепровье, где, по его мнению, сложилась Ригведа и откуда часть населения откочевала в Индию. На этом основании Рыбаков обратился к современным украинцам с советом заняться изучением санскрита. Идеи Рыбакова о далёких странствиях «арийцев» вместе с своими стадами близки к соответствующим пассажам из «Велесовой книги», которую сам Рыбаков считал фальшивкой.

### Постсоветский период
В постсоветское время, в 1990-е годы и позже, русско-арийский неоязыческий миф приобрёл большую популярность и получил распространение в качестве идеологии — наряду с собственно нацистской, распространяемой посредством переведённых на русский язык «Mein Kampf» и др. — неонацистских групп, таких как РНЕ, «венеды», скинхеды и др.
С начала 1990-х годов арийский миф в России приобрёл большую популярность. Издаются многочисленные серии сборников работ популяризаторов арийской идеи («Тайны русской земли», «Подлинная история русского народа» и др.). Они доступны в российских книжных магазинах, в муниципальных и университетских библиотеках. Эти сочинения не являются маргинальными: они имеют тиражи в десятки тысяч экземпляров (или миллионов, например, книги Александра Асова), их содержание участвует в формировании мировоззренческой основы широких слоёв населения относительно древней истории. Авторы, развивающие арийскую тему, часто являются сотрудниками институтов геополитики или членами новых самодеятельных академий. Специальным историческим образованием обладает лишь небольшое их число. Большинство из них имеют образование в области точных (физико-математических) или технических наук. «Арийская» идея в варианте славянского неоязычества (происхождение славян от «ариев» из Гипербореи или Средней Азии, называемых также «расой белых богов»; связь славян с Индией; древние дохристианские славянские «рунические» книги; происхождение от «славян-ариев» древних цивилизаций; неоязыческий символ «коловрат» как древнеславянский символ; вариант инопланетного происхождения «ариев-гиперборейцев») популяризируется в «документальных» передачах одного из наиболее популярных российских федеральных телеканалов «РЕН ТВ» (2016, 2017 и др.), в том числе в передачах Игоря Прокопенко и Олега Шишкина.
Один из наиболее известных российских псевдоархеологов Валерий Дёмин в 1990-е годы организовал экспедиции «Гиперборея-97» и «Гиперборея-98» на Кольский полуостров. Экспедиция провела на полуострове пять сезонов (1997—2001). По утверждениям её участников, ими были найдены гигантские руины, «подземная база инопланетян» и другие доказательства существования Гипербореи. Однако Дёмин и его последователи не опубликовали никаких документальных подтверждений этих открытий, а единичные фотографии участников экспедиции демонстрируют различные геологические образования. Дёмин помещал Гиперборею на территории Русского Севера, Северной Сибири и Приполярья и утверждал, что она была прародиной всего человечества. Наиболее прямыми потомками гиперборейцев он считал «ариев» («арийцев»), прямыми потомкам последних — славян и русских. «Торжество» «гиперборейской» идеи он связывал с работами теоретика национал-социализма Германа Вирта, автора псевдонаучной теории о происхождении нордической расы от высокоразвитой арктической «арийской» цивилизации, а также с работами французского философа Рене Генона и итальянского эзотерика и идеолога неофашизма Юлиуса Эволы. Русскую сказку о Курочке Рябе Дёмин считал воспоминанием о древних временах, когда индоевропейцы («арийцы») на смерть бились с «семитами», оттеснившими их на юг.
Арктическая гипотеза Б. Г. Тилака была развита российскими этнографами Н. Р. Гусевой и С. В. Жарниковой, писавшими о северной прародине ариев и славян (по Гусевой — «индо-славов»). Они пытались доказать популярную у славянских сторонников арийского мифа идею об особо близком родстве славянских языков и санскрита. Идеи Гусевой и Жарниковой пользуются популярностью в среде русских националистов, неонацистов, неоязычников.

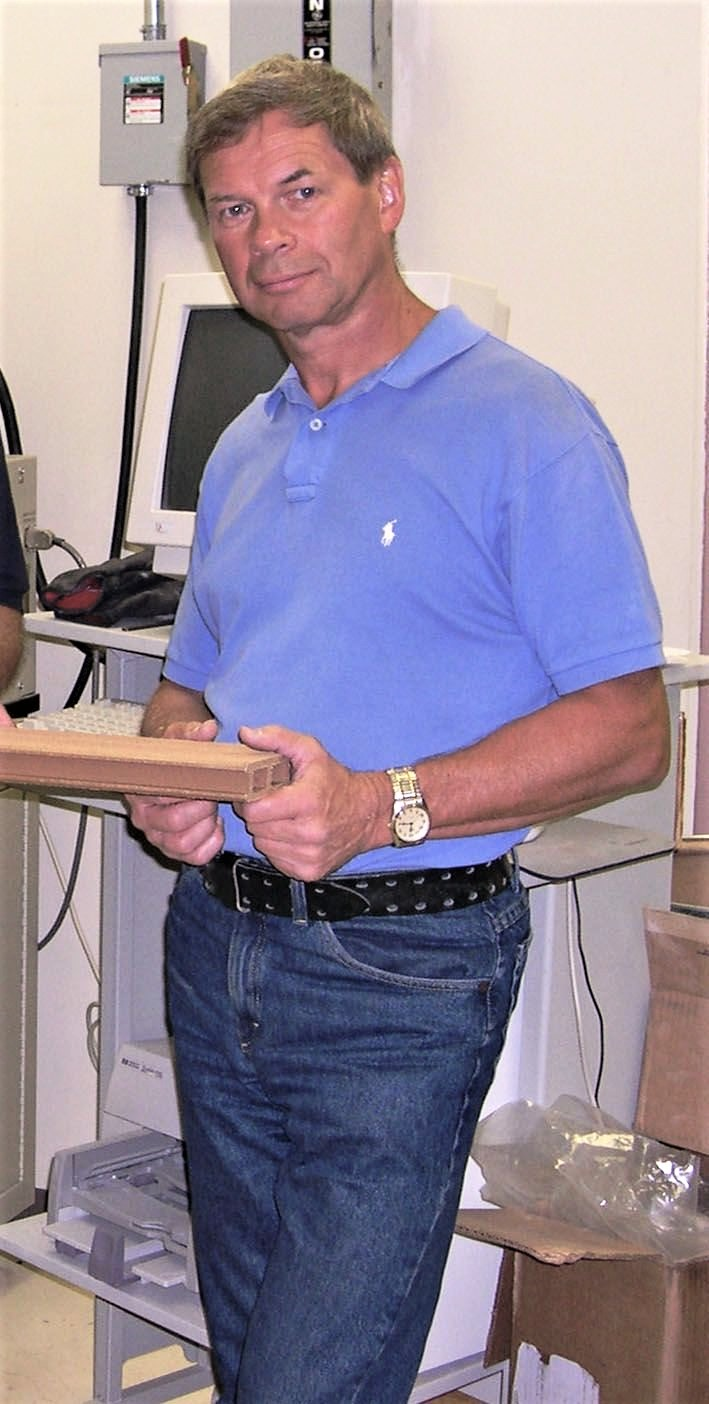
Анатолий Клёсов

В рамках учения «ДНК-генеалогия» биохимика Анатолия Клёсова утверждается праславянское происхождение тех народов, которых автор называет «легендарными ариями». Y-хромосомную гаплогруппу R1a1 он называет «славянской» и «арийской». Специалисты в области популяционной генетики, истории, антропологии, этнологии и лингвистики квалифицировали ДНК-генеалогию Клёсова как лженауку.
В 2015 году коллективом авторов под руководством Клёсова был издан трёхтомный сборник «Экспертиза Велесовой книги: История, лингвистика, ДНК-генеалогия», в котором предпринята попытка доказать подлинность этого текста. В число авторов вошли Клёсов, писатель В. С. Гнатюк, писатель Ю. В. Гнатюк, кандидат исторических наук Д. С. Логинов, картограф Г. З. Максименко (член «Российской академии ДНК-генеалогии», заведующий «кафедрой истории древнеславянских родов», «исследователь» «славян-ариев», волхв «Северокавказской земли» староста Славер, руководитель неоязыческой общины «Славянское наследие» в Новороссийске), кандидат филологических наук В. Д. Осипов, кандидат филологических наук В. В. Цыбулькин, химик и экономист по образованию М. Н. Сердюченко и доктор филологических наук, профессор А. Т. Липатов. Во втором томе издания к числу авторов предисловий отнесён, в частности, Б. И. Яценко, умерший в 2005 году. Липатов писал о подлинности «Велесовой книги» в более раннем издании (2011). Он утверждал, что славяне и другие индоевропейцы имеют «арийское» происхождение, и «Велесова книга» подтверждает общность «славяно-арийских» корней.
В России и Украине с арийским мифом, в том числе в различных направлениях славянского неоязычества, тесно связан хазарский миф, конспирологическая идея о многовековом «хазарском (еврейском) иге» над Русью и о современных евреях как генетических и культурных наследниках евреев Хазарского каганата, тайно правящих Россией или Украиной. Идея построена на летописных сведениях о дани, которую платила хазарам часть восточнославянских племён, о победе над Хазарией князя Святослава и об иудейском вероисповедании части населения Хазарии. Сторонники идеи считают, что власть на славянами осуществляли именно евреи, эта власть была свергнута князем Святославом, но восстановлена князем Владимиром и продолжается вплоть до современности. В связи с этим для обозначения евреев используется эвфемизм «хазары». «Хазарское иго» сторонниками идеи рассматривается как локальный (российский и украинский) вариант всемирного еврейского господства и борьбы «арийцев» и «семитов».
Научно-фантастические и другие художественные произведения, посвящённые «славяно-арийцам» активно издаются известными издательствами: «Алгоритм», «Вече», «Менеджер», «ФАИР-Пресс», «Эксмо», «Яуза», «Амрита-Русь», «Белые альвы», «Метагалактика».

## Причины популярности идей
В ряде направлений русского национализма «арийская» идея используется для обоснования права на территорию современной России или всего бывшего Советского Союза, которая объявляется ареалом древних «славян-ариев». В ряде постсоветских стран «арийство» культивируется неоязыческими движениями, которых не устраивает реальная история своих народов. Идеализируется дохристианское прошлое, позволяющее представить своих предков великим победоносным народом. Выбор падает на язычество, поскольку оно, по мнению данных идеологов, наделено «арийским героическим началом» и не отягощено христианской моралью, призывающей к милосердию и игнорирующей идею приоритета «крови и почвы». Христианство рассматривается неоязычниками как помеха успешной «расовой борьбе». Отказ от христианства и возвращение к «этнической религии», «вере предков», по мысли неоязычников, будет способствовать преодолению раскола нации и вернёт ей утраченные моральные «арийские» ценности, способные вывести её из кризиса. Неоязычники призывают вернуться к «арийскому мировоззрению» во имя общественного здоровья, которое уничтожается современной цивилизацией. В рамках этого дискурса вновь становятся популярными лозунги «консервативной революции» 1920-х годов. Объявляя себя «арийцами», радикалы стремятся сражаться за «спасение белой расы», что выливается в нападения на «мигрантов» и «нерусских» в целом.
В России «арийское возрождение» связано с ложно понятым тезисом о необходимости знать своё национальное прошлое. «Арийская» идея часто воспринимается как проявление интереса широкой общественности к истории, религии и культуре древних славян, и в таком понимании встречает всестороннюю поддержку. Сторонники арийского мифа используют потребность в разработке национальной идеи, предлагая концепцию древности и исторической непрерывности существования народа, которая позволила бы пережить идейный кризис, вызванный исчезновением Советского Союза.
Причины популярности в современной России гиперборейского арийского мифа связаны с попытками преодоления кризиса идентичности. Сторонники «гиперборейской идеи» наделяют русских новой «гиперборейской» или, «арийской» идентичностью, связывающей их с северными территориями. В этом В. А. Шнирельман видит архетип, заключающийся в стремлении к абсолютному началу: к абсолютному географическому центру мира (Северный полюс) и абсолютному началу времени (стремление отождествить предков с палеолитическим первонародом). Кроме того, идея глобальных миграций и завоеваний «предков-арийцев» легитимизирует современные границы России и создаёт видимость легитимности исконных прав русских на всю территорию Евразии.